# Прнявор-Лепавинський
Прнявор-Лепавинський (хорв. Prnjavor Lepavinski) — населений пункт у Хорватії, у Копривницько-Крижевецькій жупанії у складі громади Соколоваць.

## Населення
Населення за даними перепису 2011 року становило 58 осіб.
Динаміка чисельності населення поселення: